# Energi Mega Persada
PT. Energi Mega Persada Tbk (kurz EMP) ist eine indonesische Aktiengesellschaft, die über mehrere Tochtergesellschaften mit der Erkundung und Ausbeutung von Erdöl- und Erdgasfeldern tätig ist. Der Hauptsitz befindet sich in Lampung.
Das Unternehmen ist Teil eines Firmengeflechtes, das von der Bakrie-Familie um den indonesischen Minister für Wohlfahrt Aburizal Bakrie (seit dem 5. Dezember 2005 im Amt, zuvor Minister für Wirtschaft) kontrolliert wird.
Bohrungen des ehemaligen Tochterunternehmens Lapindo haben Ende Mai 2006 mit Ausbruch eines Schlammvulkans auf Java zu einer Umweltkatastrophe geführt.

## Firmengeschichte
Am 16. Oktober 2001 wurde das Unternehmen offiziell gegründet. Die Zulassung erhielt es Ende November.
Mit der Übernahme der US-amerikanischen Delaware Corporation RHI Corp. (gegründet 1984), und deren Tochterfirma Kondur Petroleum S.A. (Kondur) im Februar 2003 bekam EPM indirekt Zugang zum Malacca Strait PSC (Production Sharing Contract), eine erdölreiche Region vor der Ostküste der Insel Sumatra, in der Provinz Riau. Die im Jahr 1995 in Panama registrierte Firma Kondur Petroleum kaufte die Rechte für das 9.492 km² große Gebiet in der Straße von Malakka gelegen von Lasmo Oil, ebenfalls 1995, und war damit der Hauptbetreiber. Zugleich besaß sie 34,46 Prozent des „Working Interest“, das heißt, dem Anteil an Erschließung und Produktion der dort lagernden Rohstoffe. Im Jahr 2003 hatte EMP durchschnittlich 365 Mitarbeiter.
| Struktur der Aktionäre 2003 (in Prozent), Tochtergesellschaften und Anteile:       |
| ---------------------------------------------------------------------------------- |
| 49,95 % PT Energi Bumi Persada (EBP)                                               |
| 49,95 % PT Energi Daya Persada (EDP)                                               |
| 0,08 % Julianto Benhayui (JB)                                                      |
| 0,02 % Rennier Abdul Rachman Latief (RARL)                                         |
| PT Energi Mega Persada                                                             |
| 100,00 % RHI Corp. – 100,00 % Kondur Petroleum S.A. – 34,46 % – Malacca Strait PSC |

Im Februar 2004 wurden 96 Prozent der Anteile des seit 2001 bestehenden Unternehmens PT Imbang Tata Alam (ITA) übernommen, das weitere 26,03 Prozent des „Working Interest“ des Malacca Strait PSC hält. Die restlichen Anteile halten China National Offshore Oil Corporation (32,58 Prozent) und Malacca Petroleum Limited (6,93 Prozent).
Kalila Energy Ltd. (KEL) und Pan Asia Enterprise Ltd. (PAN), beide seit 1997 in Hongkong registriert, wurden im März 2004 übernommen, und damit auch deren Tochter Lapindo Brantas Inc. (Lapindo), die zu 50 Prozent an dem 3.050 km² großen Gebiet Brantas im Osten der Insel Java beteiligt ist.
Im März 2004 gelangen Informationen über einen bevorstehenden Börsengang in die Presse. Demnach plante EMP 30 Prozent der Anteile, entsprach 2.847.433.500 Aktien, zu verkaufen und damit bis zu 510 Milliarden Rp einzunehmen. Die Investmentbank PT Danatama Sekuritas begleitete den Börsengang. Ab 7. Juni 2004 wurden die Aktien erstmals an der Börse von Jakarta (JSX) unter dem Kürzel ENRG gehandelt. EMP war nach PT Medco Energi Internasional, das zweitgrößte private Erdölunternehmen, dass an der JSX vertreten war. Zu diesem Zeitpunkt förderte EMP etwa 10.500 bpd (Barrel Erdöl pro Tag) und rund 70 MMSCFD (Million Standard Cubic Feet per Day) Erdgas. Die nachgewiesenen Reserven lagen bei 34,3 Millionen Barrel Öl und 130 Milliarden Kubikfuß (Billion cubic feet) Gas.

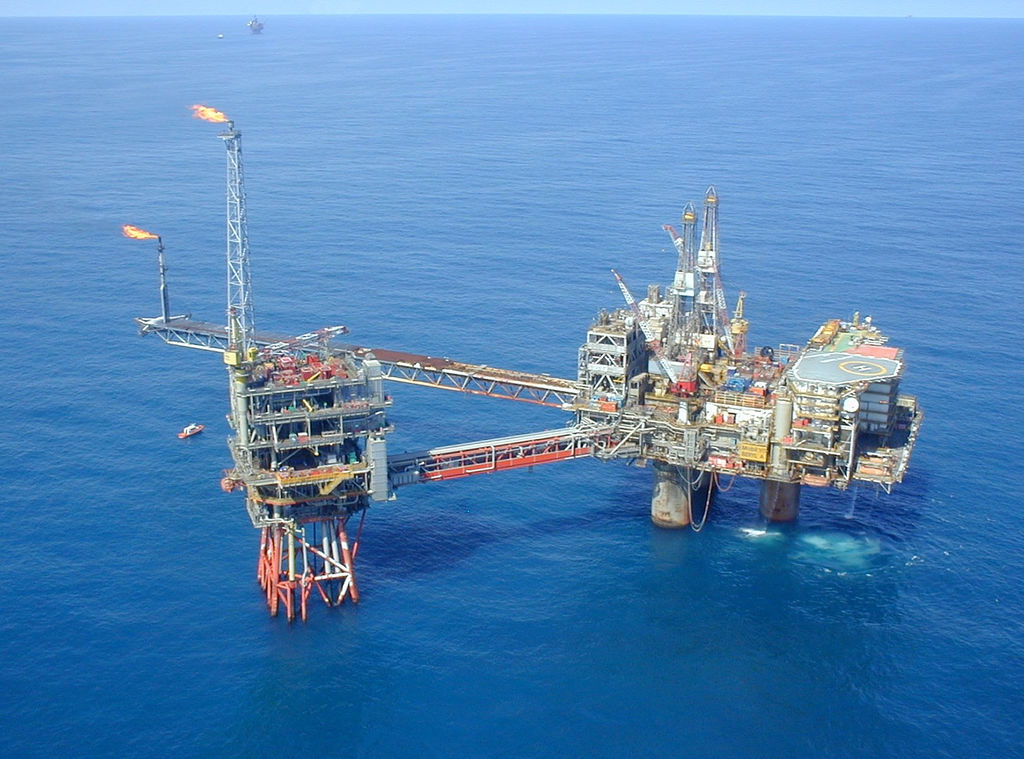
Eine Plattform zur Förderung von Erdgas- und öl

EMP erwarb von BP im August 2004 für 165 Millionen US-Dollar die Firma Energi Mega Pratama Inc., die seit 2003 von den Britischen Jungferninseln aus aktiv ist. Zur Finanzierung dieser Übernahme stellte die Credit Suisse First Boston am 3. August einen Kredit in Höhe von 95 Millionen US-Dollar zur Verfügung. Über zwei Tochterfirmen, deren Wert Ende Juli auf fast 100 Millionen US-Dollar geschätzt wurde, ist sie indirekt für Lagerstätten bei den Kangeaninseln, etwa 120 Kilometer nördlich von Bali, verantwortlich. Schätzungen zufolge sollen in dem 4.508 km² großen Gebiet bis zu 2,6 Billionen Kubikfuß Erdgas lagern, wovon 1,3 Trillionen nachgewiesen waren. Die Regierung hatte die Nutzungsrechte im selben Jahr bis 2030 verlängert.
Im Jahr 2005 wurden zwei niederländische Firmen mit Hauptsitz in Amsterdam für je 24.600 Euro übernommen; am 23. Mai 2005 A. Bohl Vastgoed B.V. (ab 24. Juni Malacca Brantas Finance B.V.) und am 21. November Stijna Belastingadviseurs B.V. (Name am selben Tag geändert in Energi Mega Persada Finance B.V.).
Die Zahl der Mitarbeiter lag im Durchschnitt bei 585 für das Jahr 2004.
Im Dezember 2005 wurden Verträge (Gas Sales Agreement) zum Verkauf von Erdgas in Höhe von insgesamt 1,9 Milliarden US-Dollar mit den drei Unternehmen PT Perusahaan Listrik Negara (PLN), PT Perusahaan Gas Negara (PGN) und PT Pertamina abgeschlossen. Die Vereinbarung mit dem staatlichen Stromversorger Perusahaan Listrik Negara hatte einen Wert von 1,07 Milliarden US-Dollar und sah vor, dass bis 2020 insgesamt 369 tBtu (trillion British thermal unit) geliefert werden sollen. EMP Kangean Ltd., vorher BP Kangean Ltd. und seit 1987 im US-Bundesstaat Delaware registriert, soll das Erdgas in den beiden Feldern Terang Sirasun und Rancak fördern. Der damalige CEO Chris Newton kündigte Ende 2005 an, im Jahr 2006 etwa 300 Millionen US-Dollar für die Erschließung bestehender und neu hinzukommende Felder zu investieren.
Für 308 Millionen US-Dollar übernahm EMP von PT Mitra Andalan Mandiri im Januar 2006 das Unternehmen PT Tunas Harapan Perkasa (THP), das über jeweilige Tochterfirmen Förderrechte in mehreren Gebieten besitzt; in Nord-Sumatra bei Tanjung Pura im Gebang-Feld zusammen mit dem staatlichen Unternehmen Pertamina (50 Prozent), sowie Bentu PSC und Korinci Baru PSC in der Umgebung von Pekanbaru in der Provinz Riau, im Gelam TAC südlich von Jambi gelegen und im Semberah TAC nördlich von Samarinda in der Provinz Ost-Kalimantan.
| Struktur der Aktionäre 2006 (in Prozent), Tochtergesellschaften und Anteile: |
| ---------------------------------------------------------------------------- |
| 33,18 % Streubesitz                                                          |
| 30,41 % PT Kondur Indonesia (zuvor PT Energi Bumi Persada)                   |
| 19,95 % PT Brantas Indonesia (zuvor PT Energi Daya Persada)                  |
| 8,44 % UBS AG Singapore                                                      |
| 4,71 % Rennier Abdul Rachman Latief (RARL)                                   |
| 3,31 % Julianto Benhayui (JB)                                                |

Eine am 21. März 2006 angekündigte Fusion mit PT Bumi Resources, größter Produzent von Kohle in Indonesien und ebenfalls Teil des Firmengeflechtes der Bakrie-Familie, kam nicht zu Stande und wurde im November abgesagt.
Am 29. Mai 2006 brach der Schlammvulkans südlich von Surabaya aus und löste damit eine Umweltkatastrophe aus, bei der seitdem mehrere tausend Menschen umsiedeln mussten. Mehrere Dörfer wurden von dem Schlamm überflutet. Damit Forderungen nach Schadensersatz die Muttergesellschaft finanziell nicht belasten, wurde beschlossen Pan Asia Enterprise Ltd. und Kalila Energy Ltd. und deren Tochter Lapindo Brantas Inc., die 50 Prozent der Anteile an Brantas PSC hatte, abzustoßen. Neben Lapindo war die australische Santos Ltd. mit 18 Prozent an dem Projekt beteiligt, sowie PT Medco Energi Internasional mit den restlichen 32 Prozent. Nach einer internen Schätzung von Lapindo im Herbst 2006 könnte der finanzielle Schaden bis zu 320 Millionen US-Dollar betragen, wenn der Ausstoß des giftigen Schlammes weiterhin anhält. Ein Verkauf an Lyte Limited, eine andere Firma aus der Bakrie-Gruppe, scheiterte im Oktober am Widerstand der Aufsichtsbehörde Bapepam. Auch der Verkauf an die auf den Britischen Jungferninseln registrierte Firma Freehold Group Ltd. für eine Million US-Dollar kam nicht zu Stande und wurde Ende November abgesagt.
Im Mai 2007 verkaufte EMP für 360 Millionen US-Dollar 50 Prozent der Anteile des Tochterunternehmens Energi Mega Pratama Inc. an die Mitsubishi Corporation und Japan Petroleum Exploration (JAPEX) und hält nur noch die Hälfte der Förderrechte bei Kangean.

## Sonstiges
Energi Mega Persada ist in den indonesischen Aktienindexen LQ-45 und Kompas100 gelistet.